# Harold Spencer Jones
Harold Spencer Jones KBE FRS FRSE PRAS (Kensington, 29 de março de 1890 — Londres, 3 de novembro de 1960) foi um astrónomo que se destacou como uma das maiores autoridades do seu tempo em astronomia posicional, tendo exercido as funções de Astronomer Royal da coroa britânica durante 23 anos. Nascido como "Jones", mudou o  seu sobrenome para "Spencer Jones".

## Biografia
Harold Spencer Jones nasceu em Kensington, Londres, em 29 de março de 1890. O seu pai, Henry Charles Jones, era contabilista e a sua mãe, Sarah Ryland, tinha trabalhaos anteriormente como professora primária. Foi educado na Latymer Upper School, em Hammersmith, West London, na qual obteve uma bolsa de estudo para frequentar o Jesus College, Cambridge. Graduou-se naquele colégio da Universidade de Cambridge em 1911, e foi premiado com uma bolsa de estudos de pós-graduação. Posteriormente, tornou-se membro da faculdade (Fellow) daquele colégio.
Em 1913, foi nomeado assistente-chefe do Royal Observatory, Greenwich, preenchendo uma vaga criada pela saída de Arthur Eddington, que fora nomeado Plumian Professor of Astronomy em Cambridge. Em dezembro de 1913, Spencer Jones foi eleito para a Royal Astronomical Society.
O trabalho astronómico de Spencer Jones abrangeu uma grande uma variedade de assuntos, mas especializou-se em astronomia posicional, particularmente no movimento e orientação da Terra no espaço. Também se dedicou ao estudo dos movimentos das estrelas. Deslocou-se a Minsk, na Europa Oriental, em 1914 para observar o eclipse solar de 21 de agosto de 1914, um eclipse solar total naquela região, partindo nos útimos dias de paz, mas retornando após o início da Primeira Guerra Mundial.
Com o advento da Grande Guerra, as suas atividades no Observatório foram interrompidas, passando a trabalhar temporariamente para o Ministério das Munições (Ministry of Munitions), principalmente em ótica. Retomou o trabalho astronómico após a guerra, dedicando-se ao estudo das posições das estrelas, da rotação da Terra e do brilho das estrelas. Durante este período, escreveu e publicou o manual intitulado General Astronomy (Astronomia Geral).
Em 30 de março de 1921, Spencer Jones foi admitido na British Astronomical Association. Em 1922 participou numa expedição à ilha Christmas na tentativa de observar o eclipse solar de 21 de setembro de 1922, um eclipse solar total naquela ilha, com a intenção de verificar a deflexão da luz das estrelas pela gravidade do Sol que havia sido vista durante o eclipse solar de 29 de maio de 1919, mas a presença de núvens impediu a aobservação.
Entretanto o astrónomo responsável pelo Observatório Real do Cabo da Boa Esperança (Royal Observatory at the Cape of Good Hope), Sydney Hough, faleceu em 1923, e Spencer Jones foi nomeado sucessor de Hough como Astrónomo de Sua Majestade no Cabo da Boa Esperança (His Majesty's Astronomer at the Cape of Good Hope). Spencer Jones e sua esposa embarcaram para a África do Sul, chegando à Cidade do Cabo em dezembro de 1923.
Durante os nove anos em que trabalhou naquele observatório, Spencer Jones renovou a sua administração e trabalho científico. Esforçou-se por melhorar as condições de trabalho e moral no observatório, liderando os esforços da equipe que ali trabalhava para medir as propriedades de um grande número de estrelas a partir de chapas fotográficas expostas nos telescópios do observatório. Este trabalho incluiu a medição das posições das estrelas que haviam sido estudadas anos antes para determinar o seu movimento próprio (movimentos muito pequenos em relação a estrelas distantes). As velocidades das estrelas ao longo da linha de visão foram medidas a partir dos seus espectros. Os membros da equipe mediram o brilho de 40 000 estrelas a partir de imagens em fotografias. Também determinaram as distâncias das estrelas pela observação da paralaxe (os pequenos movimentos anuais aparentes resultantes do movimento orbital da Terra em torno do Sol). Muitos desses resultados foram publicados como catálogos de estrelas.
A investigação de Spencer Jones concentrou-se nos movimentos da Terra e da Lua. Refinou o conhecimento da órbita da Lua usando observações de ocultações de estrelas. Também obteve medições mais precisas da distância do Sol à Terra, usando observações da posição de Marte no céu através de sua paralaxe, e realizou uma série de observações do planeta menor 433 Eros durante sua aproximação à Terra em 1930-1931 com o mesmo propósito. Essas observações de Eros forneceram posteriormente a melhor medida da distância da Terra ao Sol então disponível. Mais tarde, foi premiado com a Medalha de Ouro da Royal Astronomical Society e a Medalha Real da Royal Society por este trabalho.
Em 1933, Spencer Jones foi escolhido para suceder a Sir Frank Dyson como Astrónomo Real e, consequentemente, retornou à Grã-Bretanha para assumir a direção do Observatório Real de Greenwich. Fooi o 10.º Astrónomo Real, posição que ocuparia até se reformar em 1955.
Nas suas novas funções, Spencer Jones assumiu grandes desafios administrativos, incluindo o recrutamento de novos funcionários e a instalação de novos instrumentos. Atualizou o serviço de tempo fornecido pelo observatório e assumiu a responsabilidade geral pelo funcionamento do His Majesty's Nautical Almanac Office (HMNAO). Obteve também o acordo do governo britânico para iniciar os estudos visando mudar o observatório do seu local histórico em Greenwich, que fora significativamente afetado pela poluição luminosa de Londres, para um local mais escuro longe da cidade.
Apesar das suas tarefas de gestão do Observário Real, Spencer Jones encontrou tempo para sua própria investigação científica. Neste período analisou e publicou as observações de Eros feitas na África do Sul e contribuiu significativamente para a obtenção de medições precisas da rotação da Terra e dos movimentos dos planetas.
A Segunda Guerra Mundial provocou a disrupção das atividades do Observatório. Vários membros da equipe saíram temporariamente para se dedidarem ao esforço de guerra e Spencer Jones e a sua equipe de apoio mudaram-se de Londres para a relativa segurança de Abinger, Surrey.
A atividade científica ativa foi retomada em Greenwich após o fim da guerra com o retorno de pessoal e de alguns equipamentos. No entanto, o governo britânico chegou a um acordo para mover o observatório para Herstmonceux Castle, em Sussex, e o novo local foi comprado. Spencer Jones mudou-se de Greenwich para Herstmonceux em 1948, mas a mudanaça de toda a instituição apenas foi concluída uma década depois devido à necessidade de erguer novos edifícios e à falta de financiamento após a guerra. A instituição, na sua nova localização em Sussex, manteve o nome de Royal Greenwich Observatory. Spencer Jones liderou grandes projetos de construção para acomodar os instrumentos transferidos de Greenwich.
Para além dos trabalhos de reinstalação do Observatório, Spencer Jones desempenhou um papel importante nos planos para construir um grande telescópio em Herstmonceux. Isso levou à construção do Telescópio Isaac Newton, que acabou sendo inaugurado em 1967.
Um de seus interesses de longa data era cronometragem e relojoaria, pelo que serviu como presidente do British Horological Institute de 1939 até sua morte em 1960. Foi também presidente da International Astronomical Union, de 1945 a 1948, e serviu como presidente da Royal Astronomical Society, de 1937 a 1939, e em outras ocasiões como secretário, tesoureiro e secretário de relações exteriores daquela sociedade.
Em 1947, Spencer Jones foi eleito o primeiro presidente do Royal Institute of Navigation. Em 1951, a mais alta condecoração daquele Instituto, a Medalha de Ouro foi nomeada em sua homenagem e continua a ser concedida pelo Instituto para aqueles que fazem contribuições excepcionais para a navegação.
Spencer Jones aposentou-se como Astrónomo Real no final de 1955, mas continuou a contribuir ativamente para vários órgãos científicos. Faleceu em 3 de novembro de 1960, aos 70 anos de idade, vítima de paragem cardíaca.
O sucessor de Spencer Jones como Astrónomo Real foi Richard Woolley, que ao assumir o cargo em 1956 respondeu a uma pergunta da imprensa e foi citado erroneamente como tendo dito «O conceito de viagem espacial é asneira total» (Space travel is utter bilge). Da mesma forma, é comum afirmar-se que o próprio Spencer Jones tinha uma forte descrença nos aspectos práticos do voo espacial, e que teria dito a famosa frase «Viagem espacial é disparate» («space travel is bunk») apenas duas semanas antes do lançamento do Sputnik 1 em outubro de 1957. Apesar das recentes sugestões de que ele não terá feito tal declaração, a citação foi referenciada em 1959 (durante sua vida) na edição de 17 de setembro da revista New Scientist (p. 476). O sentimento da citação é consistente com o próprio editorial de Spencer Jones de 1957 na mesma revista (10 de outubro de 1957), doze anos antes do Apollo 11 pousar na Lua, no qual ele afirmou:

«Sou da opinião de que passarão gerações antes que o homem chegue à Lua e que, se ele finalmente conseguir fazê-lo, haverá pouca esperança de que ele consiga retornar à Terra e nos contar as suas experiências. Além da Lua, ele provavelmente nunca irá, a menos que, devido a um erro no lançamento, seu veículo espacial erre o alvo e vagueie pelo espaço, para nunca mais voltar».
I am of the opinion that generations will pass before man ever lands on the moon and that, should he eventually succeed in doing so, there would be little hope of his succeeding in returning to the Earth and telling us of his experiences. Beyond the moon he is never likely to go unless, through an error in launching, his space vehicle misses its target and wanders off into space, never to return.

## Vida pessoal
Em 1918, Spencer Jones casou com Gladys Mary Owers. Com a sua esposa Lady Gladys Mary Owens Spencer Jones, Sir Harold Spencer Jones teve dois filhos, John (cujo início de carreira foi como piloto da Royal Air Force) e David.
Foi feito cavaleiro em 1943 e condecorado com o grau de cavaleiro-comandante da Mais Excelente Ordem do Império Britânico (KBE) em 1955.

## Honrarias
Spencer Jones recebeu os seguintes prémios e distinções:
- Medalha de Ouro da Royal Astronomical Society (Gold Medal of the Royal Astronomical Society) (1943)[19]
- Medalha Real (Royal Medal) (1943)[20]
- Prémio Jules Janssen (Prix Jules Janssen) (1945)[21] Este galadão é o mais alto prémio da Société astronomique de France, a Sociedade Astronómica Francesa.
- Medalha Bruce (Bruce Medal) (1949)[22]
- Medalha Rittenhouse (1955)[23]
- Medalha de ouro da British Horological Institute (1946)
- A Medalha Lorimer (Lorimer Medal) da Astronomical Society of Edinburgh (1953) [24]

Em 1944 Spencer Jones foi convidado para ser o palestrante da Royal Institution Christmas Lecture daquele ano, proferindo uma conferência intitulada Astronomy in our Daily Life (Astronomia na nossa vida quotidiana).
O seu nome serve de epónimo aos seguintes objetos astronómicos:
- Cratera lunar Spencer Jones
- Cratera marciana Jones
- Asteroide 3282 Spencer Jones